# Viditel

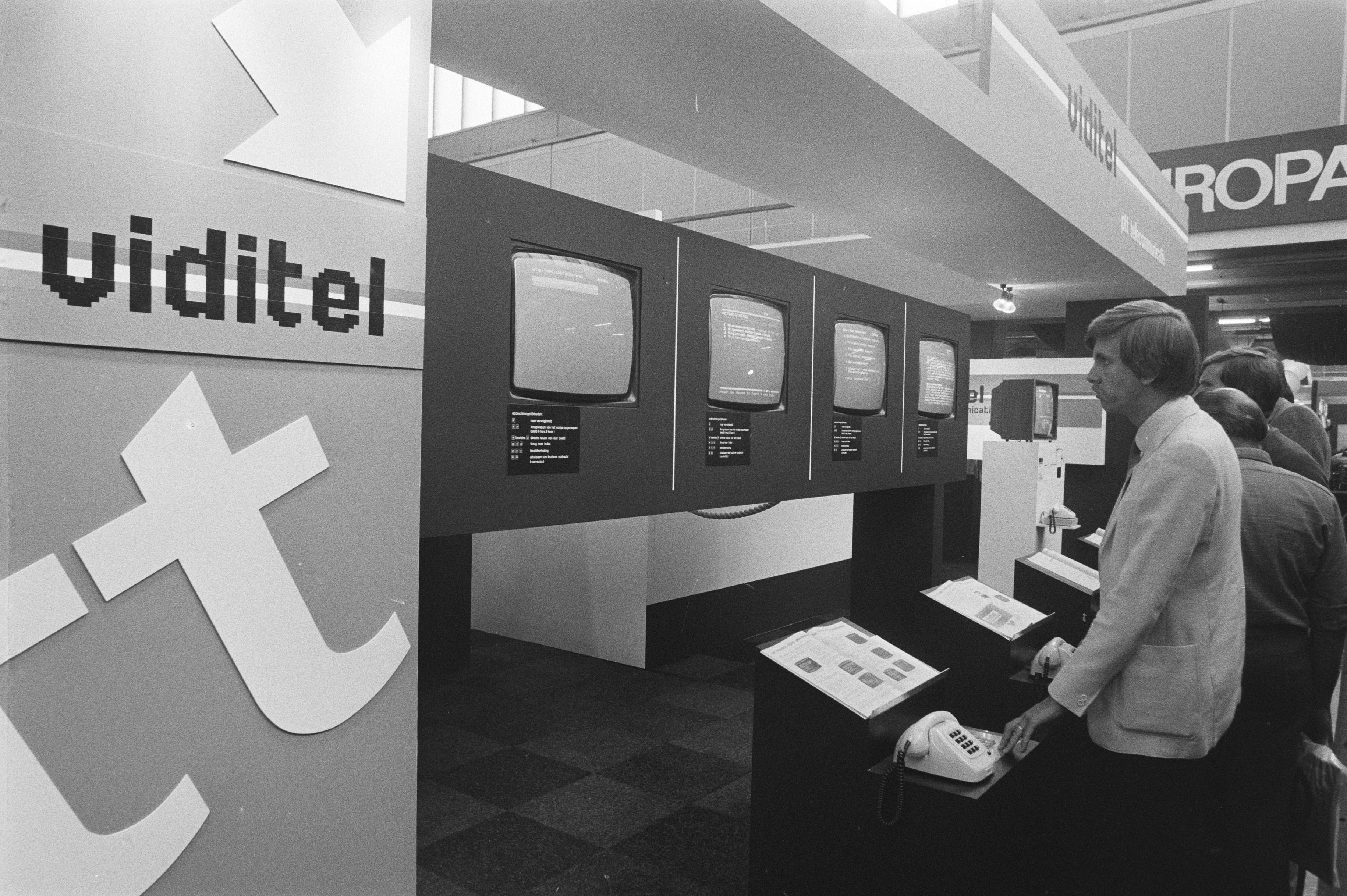
Demonstratie van het Viditel-systeem op de Firato in 1980

Viditel was een communicatiesysteem waarmee via de telefoon informatie opgevraagd kon worden die kon worden weergegeven op een beeldscherm. De dienst was beschikbaar van 1980 tot september 1989 en is een voorloper van het internet.

## Apparatuur
Het systeem bestond uit een modem (Vidimodem) en een computer. Een populaire computer was de Philips P2000T, die een televisietoestel als beeldscherm gebruikte. In plaats van een computer kon men ook een speciale tv gebruiken die in de begindagen bijna 5000 gulden kostte.
De vidimodem was het apparaat waarmee men toegang tot het netwerk verkreeg. Het was voorzien van een snoer met de in Nederland gebruikelijke vierpolige telefoonstekker, deze werd aangesloten op het telefoonstopcontact. Bovenop was een vierpolige contactdoos om een gewoon telefoontoestel op aan te sluiten. Het was de bedoeling dat het telefoontoestel op de modem werd gezet. Door het kiezen van een inbelnummer met het telefoontoestel, werd via het aangesloten modem de verbinding met het netwerk gemaakt. 
Op de televisie werd de informatie weergegeven met 24 regels van 40 tekens. Er waren zes kleuren plus wit en zwart mogelijk.
Hiervoor werd in de computer een geïntegreerde schakeling gebruikt die ook gebruikt werd voor teletekst waardoor het visuele resultaat op het beeldscherm veel op teletekst leek.
Pagina's konden worden gekozen met een numeriek toetsenbord, inclusief de tekens * en #.
Soms kon hiervoor de afstandsbediening van de televisie worden gebruikt.
Had men een alfabetisch toetsenbord, dan kon men ook tekstgegevens verzenden.
De downloadsnelheid was 1200 baud en de uploadsnelheid 75 baud.
De techniek werd onder andere vanaf 1986 ingezet voor telebankieren, een vroege vorm van internetbankieren, als merknaam was Girotel bekend.

## Aangeboden gegevens
Verschillende bedrijven en instellingen boden informatie aan. De bekendste dienst werd Girotel, waarmee sinds 1986 bankzaken te regelen waren. 

## Kosten
De apparatuur (inclusief televisie) kostte in de beginjaren zo'n 3000 gulden. Voor het opvragen van informatie werden vaak niet alleen telefoontikken in rekening gebracht maar (per pagina) vaak ook extra kosten. Mede door de hoge kosten werd het systeem in Nederland nooit zo populair als het Franse Minitel in Frankrijk wel was.
Om een viditelverbinding te maken moest men naar een telefoonnummer in Amsterdam bellen. Degenen die niet in de regio Amsterdam woonden betaalden dus een hoger tarief.
Om dat te compenseren werden hun lagere abonnementskosten in rekening gebracht.

## Werkwijze - techniek
Het telefoontoestel was normaal bruikbaar - de vidimodem reageerde bij een normaal telefoongesprek niet.
Om Viditel te gebruiken, belde de gebruiker naar het nummer van de viditelcentrale in Amsterdam.
Er klonk dan een fluittoon, die door de vidimodem gedetecteerd werd.
De vidimodem schakelde over. De gebruiker hoorde geen fluittoon meer. Hij kon daarna de hoorn op het toestel leggen, terwijl de verbinding door de vidimodem in stand werd gehouden.
Op het beeldscherm verscheen de startpagina. De gebruiker moest zijn abonnementsnummer en numeriek wachtwoord opgeven. Daarmee was de verbinding tot stand gekomen. De gebruiker kon nu met het numerieke toetsenbord paginanummers kiezen.
Door het kiezen van pagina *90# werd de verbinding verbroken.
De fluittoon van de viditelcentrale stopte (wat de gebruiker niet hoorde), waardoor de vidimodem terugschakelde en (als de telefoonhoorn op de haak lag) de verbinding verbroken werd.

## Invoering
Viditel werd in Nederland geïntroduceerd op 7 augustus 1980 in het PTT-gebouw in Den Haag. Op het moment dat de eerste pagina's bezocht zouden worden waren zoveel televisiecamera's actief, dat de stroom in de ruimte uitviel.
Het geheel kwam op het nieuws met een succesvollere uitvoering.
Ter ere hiervan werd een serie van honderd postzegelboekjes uitgegeven.